# Mekarrahayu
Mekarrahayu is een bestuurslaag in het regentschap Sumedang van de provincie West-Java, Indonesië. Mekarrahayu telt 3076 inwoners (volkstelling 2010).